# Ron Mueck
Hans Ronald Mueck, mais conhecido como Ron Mueck (Melbourne, 1958), é um escultor australiano hiper-realista que trabalha na Grã-Bretanha. Cresceu vendo os seus pais construírem brinquedos, pois sua mãe fazia bonecos de pano e o seu pai brinquedos de barro. Segundo relatos, Mueck adquiriu esse perfeccionismo por causa de seu pai, que sempre exigia que fizesse tudo perfeito.
No início de carreira, foi fabricante de marionetas e modelos para a televisão e filmes infantis, nomeadamente no filme Labyrinth.
As obras são incrivelmente realistas. Se não fosse o tamanho de suas esculturas, elas seriam facilmente confundidas com pessoas. Ou são muito grandes ou muito pequenas, jamais do tamanho humano.
Mueck criou a sua própria companhia na Bahia (Brasil), trabalhando para a indústria de publicidade. Embora altamente detalhados, estes adereços eram geralmente projetados para serem fotografados de um ângulo específico. Quando produz bonecos, ele não se preocupa em ser realista. No entanto, as suas esculturas buscam o máximo de perfeição possível.
Em 1996, Mueck colaborou com a sua sogra, Paula Rego (famosa pintora portuguesa), para a produção de pequenas figuras como parte de um quadro que ela estava mostrando na Hayward Gallery. Rego apresentou-o a Charles Saatchi, que ficou imediatamente impressionado.
As suas esculturas reproduzem fielmente os detalhes do corpo humano, jogando com a escala para produzir desconcertantemente imagens visuais. Com cinco metros de altura, a escultura Boy 1999 foi exposta na Bienal de Veneza.

## Materiais
Em suas obras, Ron utiliza resina, fibra de vidro, silicone, argila. Os cabelos e pelos são colocados um a um. Na obra Dead Dad de 1996, ele utiliza seu próprio cabelo. Em seu ateliê, ele  trabalha sempre em silencio e sozinho. As esculturas são feitas manualmente, quando muito grandes ele recebe a ajuda de assistentes.Primeiro são moldadas em argila, depois fundidas em silicone a partir de um molde, por último, tem cabelos e os olhos implantados, além de receberem roupas e acessórios. Ron pinta a íris dos olhos, a mão e depois recobre essa pintura com uma esfera de vidro ou resina transparente. Sendo as camadas de fora da pele mais translúcidas, as esculturas ganham uma textura parecida com humanos reais pela penetração de luz nessas camadas de plástico.

## No Brasil
Em 2014, Ron expôs no Mam, no Rio de Janeiro, levando mais 230 mil pessoas a visitar o museu. Levou nove obras, entre elas três foram feitas especialmente para a ocasião, que foram o casal de idosos com o guarda-sol de 5 metros, o casal de adolescentes e a mulher com o bebê. Em novembro, expôs na Pinacoteca de São Paulo.
Todas juntas, as obras pesam 7 toneladas e viajam em um avião cargueiro específico. Para trazer as peças ao Brasil, foram 15 dias de viagem, fazendo escala em Miami. As peças são divididas em 20 caixas, e avaliadas em R$ 77,4 milhões.

## Obras Selecionadas
- Dead Dad (1996-97)
- Pinocchio (1996)
- Angel (1997)
- Ghost (1998)
- Boy (1999)
- Man in Blankets (2000)
- Old Woman in Bed (2000)
- Baby (2000)
- Untitled (Big Man) (2000)
- Seated Woman (2000)
- Mask II (2001-2)
- Mother and Child (2002)
- Man in a Boat (2002)
- Pregnant Woman (2002)
- Swaddled Baby (2002)
- Wild Man (2005)
- Spooning Couple (2005)
- In Bed (2005)
- Mask III (2005)
- Two Women (2005)
- Mask Self Portrait (2007)